# Neoborella canadensis
Neoborella canadensis är en insektsart som beskrevs av Kelton och Jon L. Herring 1978. Neoborella canadensis ingår i släktet Neoborella och familjen ängsskinnbaggar. Inga underarter finns listade i Catalogue of Life.